# Liste der denkmalgeschützten Objekte in Pernegg an der Mur
Die Liste der denkmalgeschützten Objekte in Pernegg an der Mur enthält die 15 denkmalgeschützten, unbeweglichen Objekte der österreichischen Gemeinde Pernegg an der Mur im steirischen Bezirk Bruck-Mürzzuschlag.

## Denkmäler
| Foto |                 | Denkmal | Standort                                 | Beschreibung | Metadaten |
| ---- | --------------- | --- | ---------------------------------------- | --- | --- |
| ja   | Datei hochladen | Wehranlage Zlatten HERIS-ID: 25056 Objekt-ID: 21471                                                                           | Standort KG: Gabraun                     | Die Wehranlage zum Kraftwerk Pernegg entstand 1925–1927 und wurden von Fritz Haas entworfen. Sie erinnert mit einem bergfriedartigen Turm und einem wehrgangartigen Längsteil an mittelalterliche Wehrbauten. Anmerkung: Die Wehranlage überspannt die Mur zwischen den Katastralgemeinden Gabraun (im Nordosten) und Zlatten (im Südwesten). | BDA-Hist.: Q37889856 Status: Bescheid Stand der BDA-Liste: 2025-06-30 Name: Wehranlage Zlatten GstNr.: .86 Wehranlage Zlatten                                                                              |
| ja   | Datei hochladen | Kraftwerk Pernegg HERIS-ID: 25055 Objekt-ID: 21470                                                                            | E-Werkstraße 1 Standort KG: Kirchdorf    | Das Kraftwerk Pernegg wurde 1925–1927 vom Wasserbauingenieur Hermann Grengg zusammen mit dem Architekten Fritz Haas geschaffen und von der STEWEAG betrieben. Anfang des 21. Jahrhunderts wurde das Kraftwerk vom Verbund übernommen und nach einer mehrjährigen Renovierungsphase (2008 bis 2013) neu eröffnet. Das Hauptgebäude ist eine längliche Halle mit turmartigem Mittelteil, die größeren Öffnungen sind segmentbogenförmig, due kleinen oder kleinteiligen Öffnungen haben die Form einfacher geometrischer Figuren. Anmerkung: Unter diesem Eintrag ist nur das Krafthaus geschützt. | BDA-Hist.: Q113645862 Status: Bescheid Stand der BDA-Liste: 2025-06-30 Name: Kraftwerk Pernegg GstNr.: .68 Kraftwerk Pernegg - Krafthaus                                                                   |
| ja   | Datei hochladen | Ehem. Pfarrhof HERIS-ID: 92398 Objekt-ID: 107332                                                                              | Pfarrweg 7 Standort KG: Kirchdorf        | | BDA-Hist.: Q37760010 Status: § 2a Stand der BDA-Liste: 2025-06-30 Name: ehem. Pfarrhof GstNr.: .2 |
| ja   | Datei hochladen | Kirchhof, ehem. Friedhof HERIS-ID: 92346 Objekt-ID: 107265                                                                    | Pfarrweg 9 Standort KG: Kirchdorf        | | BDA-Hist.: Q37759754 Status: § 2a Stand der BDA-Liste: 2025-06-30 Name: Kirchhof, ehem. Friedhof GstNr.: .1 Pfarrkirche hl. Maximilian, Pernegg                                                            |
| ja   | Datei hochladen | Kath. Pfarrkirche hl. Maximilian HERIS-ID: 51582 Objekt-ID: 57264                                                             | Pfarrweg 9 Standort KG: Kirchdorf        | Die Pfarrkirche steht auf einer Anhöhe über dem Ort. Das Langhaus ist im Kern romanisch, der Chor mit Kreuzrippengewölbe stammt aus dem 14. Jahrhundert. Der mächtige spätgotische Turm ist nördlich an das Langhaus angebaut. Der Hochaltar stammt aus der Zeit um 1770–1780. | BDA-Hist.: Q38046111 Status: § 2a Stand der BDA-Liste: 2025-06-30 Name: Kath. Pfarrkirche hl. Maximilian GstNr.: .1 Pfarrkirche hl. Maximilian, Pernegg                                                    |
| ja   | Datei hochladen | Wehr Mixnitz HERIS-ID: 92491 Objekt-ID: 107432                                                                                | bei Auweg 1 Standort KG: Mixnitz         | Die Wehranlage wurde von Fritz Haas 1929–1931 erbaut. Anmerkung: Die Wehranlage überspannt die Mur zwischen den Katastralgemeinden Traföß am rechten und Mixnitz am linken, nordostseitigen Ufer. | BDA-Hist.: Q37760147 Status: § 2a Stand der BDA-Liste: 2025-06-30 Name: Wehr Mixnitz GstNr.: .100, 482/2, 482/1                                                                                            |
| ja   | Datei hochladen | Drachenhöhle HERIS-ID: 92573 Objekt-ID: 107514                                                                                | Drachenhöhle Standort KG: Mixnitz        | Funde von altsteinzeitlichen Steingeräten aus dem Aurignacien und Reste von Feuerstellen aus der Warmphase der Würm-Eiszeit zwischen 65.000 und 31.000 v. Chr. belegen einen frühen Besuch der Höhle durch den Menschen. Aus der Hauptkulturschicht liegen insgesamt rund 800 Artefakte vor. | BDA-Hist.: Q23292 Status: Bescheid Stand der BDA-Liste: 2025-06-30 Name: Drachenhöhle GstNr.: 427/1 Drachenhöhle bei Mixnitz                                                                               |
| ja   | Datei hochladen | Bildstock HERIS-ID: 92512 Objekt-ID: 107453                                                                                   | bei Grazer Straße 4 Standort KG: Mixnitz | | BDA-Hist.: Q37760195 Status: § 2a Stand der BDA-Liste: 2025-06-30 Name: Bildstock GstNr.: 463 |
| ja   | Datei hochladen | Wegkapellen, sog. Hofkreuze HERIS-ID: 15821 Objekt-ID: 12067                                                                  | bei Allee 16 Standort KG: Pernegg        | Die zwei konvex geschwungenen Nischenkapellen mit Volutengiebel sind mit Wandmalereien von Josef Adam Mölck aus der Zeit um 1775 versehen. Heute stehen sie etwas versteckt hinter der Lärmschutzwand der Bahnlinie. | BDA-Hist.: Q37798838 Status: Bescheid Stand der BDA-Liste: 2025-06-30 Name: Wegkapellen, sog. Hofkreuze GstNr.: 457 Wegkapellen Pernegg                                                                    |
| ja   | Datei hochladen | Kath. Filial- und Wallfahrtskirche hl. Maria/Klein-Mariazell/Frauenkirche und ehem. Friedhof HERIS-ID: 51729 Objekt-ID: 57472 | Pernegg 7 Standort KG: Pernegg           | Die stattliche spätgotische Hallenkirche weist ein dreischiffiges Langhaus und einen schmalen Westturm auf. Der Innenraum wurde 1774–1775 vermutlich durch Josef Hueber barockisiert. Die Gewölbe zeigen Wandmalereien von Josef Adam Mölck. | BDA-Hist.: Q38047177 Status: § 2a Stand der BDA-Liste: 2025-06-30 Name: Kath. Filial- und Wallfahrtskirche hl. Maria/Klein-Mariazell/Frauenkirche und ehem. Friedhof GstNr.: .19, 426 Frauenkirche Pernegg |
| ja   | Datei hochladen | Schloss Pernegg HERIS-ID: 92455 Objekt-ID: 107395                                                                             | Schloßberg 1 Standort KG: Pernegg        | Das Schloss stammt aus dem 16. Jahrhundert. | BDA-Hist.: Q2242884 Status: Bescheid Stand der BDA-Liste: 2025-06-30 Name: Schloss Pernegg GstNr.: .7/2 Schloss Pernegg                                                                                    |
| BW   | Datei hochladen | Anlage Gut Schafferwerke HERIS-ID: 113195 Objekt-ID: 131443seit 2019                                                          | Schafferwerke 4 Standort KG: Roßgraben   | | BDA-Hist.: Q105647025 Status: Bescheid Stand der BDA-Liste: 2025-06-30 Name: Anlage Gut Schafferwerke GstNr.: 30                                                                                           |
| ja   | Datei hochladen | Wehr Mixnitz HERIS-ID: 92494 Objekt-ID: 107435                                                                                | bei Auweg 1 Standort KG: Traföß          | Die Wehranlage wurde von Fritz Haas 1929–1931 erbaut. Anmerkung: Die Wehranlage überspannt die Mur zwischen den Katastralgemeinden Traföß und Mixnitz (siehe dort). | BDA-Hist.: Q37760160 Status: § 2a Stand der BDA-Liste: 2025-06-30 Name: Wehr Mixnitz GstNr.: .97, 880/1, 880/2                                                                                             |
| ja   | Datei hochladen | Wüstung und Altweg Zlattengraben HERIS-ID: 105757 Objekt-ID: 122789                                                           | Standort KG: Zlatten                     | | BDA-Hist.: Q37806195 Status: § 2a Stand der BDA-Liste: 2025-06-30 Name: Wüstung und Altweg Zlattengraben GstNr.: 985, 992 Zlattengraben                                                                    |
| ja   | Datei hochladen | Wehranlage Zlatten HERIS-ID: 25057 Objekt-ID: 21472                                                                           | Standort KG: Zlatten                     | Die Wehranlage zum Kraftwerk Pernegg entstand 1925–1927 und wurden von Fritz Haas entworfen. Sie erinnert mit einem bergfriedartigen Turm und einem wehrgangartigen Längsteil an mittelalterliche Wehrbauten. Anmerkung: Die Wehranlage überspannt die Mur zwischen den Katastralgemeinden Zlatten und Gabraun (siehe dort). | BDA-Hist.: Q37889872 Status: Bescheid Stand der BDA-Liste: 2025-06-30 Name: Wehranlage Zlatten GstNr.: .123 Wehranlage Zlatten                                                                             |